# Gabriel Mendoza (cyclisme)
Pour les articles homonymes, voir Mendoza.
Mendoza  Garnica est un nom espagnol. Le premier nom de famille, en général paternel, est Mendoza ; le second, en général maternel, souvent omis, est Garnica.
Gabriel José Mendoza Garnica, né le 9 avril 1996 à El Vigía, est un coureur cycliste vénézuélien.

## Biographie
Issu d'une famille de modestes paysans, Gabriel Mendoza participe à ses premières courses cyclistes en 2012, après avoir été repéré par un entraîneur local. Il est formé au sein de la Fondation José Rujano, une structure basée dans l'État de Mérida. 
D'abord cantonné au niveau local, il se révèle lors de la saison 2015 en terminant troisième d'une étape du Tour de Colombie, derrière deux compagnons d'échappée. Il s'empare à cette occasion du maillot de leader, qu'il conserve durant un jour. La même année, il se classe dixième du Tour du Venezuela. Il finit également troisième du championnat du Venezuela du contre-la-montre espoirs en 2016, septième de la Vuelta a la Independencia Nacional en 2017, ou encore cinquième d'une étape du Tour du Táchira en 2018.
En 2025, il fait son retour au premier plan en remportant la quatrième étape du Tour du Táchira. Il s'agit de son premier succès acquis sur une compétition inscrite au calendrier de l'UCI. La presse locale indique à cette occasion qu'il réside désormais à Gramalote, en Colombie.

## Palmarès et résultats

### Par année
- 2016
  - 3e du championnat du Venezuela du contre-la-montre espoirs
- 2017
  - Clásico Norte de Santander
- 2025
  - 4e étape du Tour du Táchira

### Classements mondiaux
| Année            | 2015 | 2016 | 2017 |
| ---------------- | ---- | ---- | ---- |
| UCI America Tour | 376e | 581e | 346e |